# Arguisal
Arguisal est un village de la province de Huesca, situé à une dizaine de kilomètres au nord de la ville de Sabiñánigo, à 884 mètres d'altitude. Habité au moins depuis le Haut Moyen Âge, l'endroit est mentionné pour la première fois dans une source écrite en 1093, à l'occasion de l'établissement du monastère Saint-Jean d'Arguisal par Sanche Ier d'Aragon ; l'église paroissiale est alors dédiée à saint Jean ; l'église actuelle, construite au XVIIIe siècle et dédiée à saint Martin, a une nef unique. Arguisal a été une commune à part entière jusqu'en 1845, date à laquelle, il a fusionné avec celles d'Escuer et de Senegüé, la nouvelle commune étant plus tard intégrée à Sabiñánigo. Il a compté jusqu'à une centaine d'habitants à la fin du XIXe siècle, avant de connaître un fort déclin démographique au XXe siècle ; il ne compte plus actuellement que 19 habitants.